# Ford Fairmont
Ford Fairmont ([ˈfɛərmɒnt]) — североамериканский компактный автомобиль, выпускавшийся с 1978 по 1983 годы. С 1981 года выпускалась комплектация Futura, отличавшаяся оформлением.
Ford Fairmont 1978 года стал первой моделью, сконструированной на платформе Ford Fox, ставшая в будущем базой для многих других моделей, к примеру, как Ford Thunderbird 1980—1988 годов, американского Ford Granada 1981—1982, Mustang 1979—2004, и уменьшенного Lincoln Continental 1982 года. Ford Fairmont заменил собой модель Ford Maverick и достаточно много перенял у своего эквивалента — Mercury Zephyr.

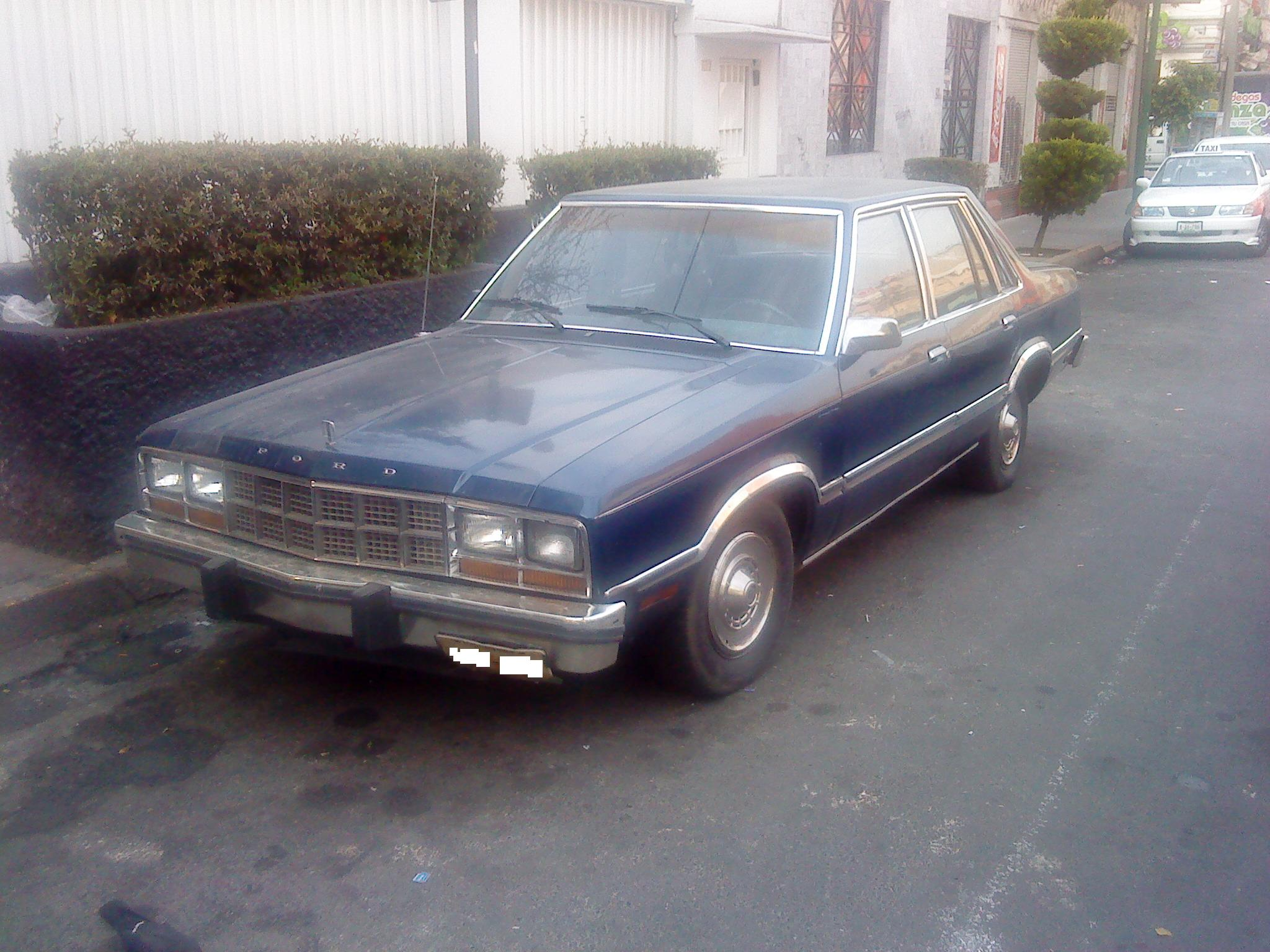
Fairmont Futura.

Автомобиль представлял собой последнюю попытку «Форда» создать в этом классе автомобиль, опирающийся на классические образцы и каноны американской автомобильной промышленности.
Более поздние модели во всё возрастающей степени были «европеизированы» для лучшего соответствия новым стандартам экономичности, экологичности и практичности.
Он имел «коробчатый» дизайн, базовый четырехцилиндровый двигатель от европейского Форда (2,3 литра), опционально — рядную «шестёрку» в 3,3 л. (200 CID) или 255 и 302-кубовые V8, рулевое управление с рейкой, интерьер с увеличенным количеством пластика и уменьшенным хрома. Передняя подвеска представляла собой гибрид «Мак-Ферсона» и обычной рычажной подвески, — от последней остались только нижние рычаги и пружины, а амортизаторы были оформлены в виде стоек, как в системе McPherson. Амортизаторы задней подвески были овертикалены.
Выпускаясь на протяжении всего нескольких лет, он уступил место «европеизированным» автомобилям восьмидесятых годов вроде Ford Taurus или Ford Tempo с обтекаемым дизайном и намного более утончённой конструкцией, символизировавших фактический конец независимой чисто-американской школы дизайна и проектирования автомобилей.